# Verneda (metrostation)
Verneda is een metrostation in Verneda, een buurt in het district Sant Adrià de Besòs in Barcelona. Het station wordt aangedaan door Lijn 2. De opening van dit station was in 1985, maar toen was het nog een station aan Lijn 4, tot een grote verandering in 2002 om het openbaar vervoer vanuit Badalona naar Barcelona te vereenvoudigen. De perrons zijn 93 m lang.